# Ente di decentramento regionale di Pordenone
L'ente di decentramento regionale di Pordenone, istituito nel 2019 in seguito alla soppressione delle Unioni Territoriali Intercomunali, è formato da 50 comuni per un totale di 310 981 abitanti e confina ad est con l'ente di decentramento regionale di Udine e a ovest con la città metropolitana di Venezia e le province di Belluno e Treviso.
I confini territoriali dell'ente corrispondono a quelli della provincia omonima, soppressa nel 2017.

## Comuni
| Stemma | Comune                        | Popolazione | Superficie | Altitudine |
| ------ | ----------------------------- | ----------- | ---------- | ---------- |
|        | Andreis                       | 243         | 26,95      | 455        |
|        | Arba                          | 1 344       | 15,31      | 210        |
|        | Aviano                        | 8 986       | 113,35     | 159        |
|        | Azzano Decimo                 | 15 775      | 51,34      | 14         |
|        | Barcis                        | 231         | 103,41     | 409        |
|        | Brugnera                      | 9 231       | 29,12      | 16         |
|        | Budoia                        | 2 519       | 37,36      | 135        |
|        | Caneva                        | 6 167       | 41,79      | 57         |
|        | Casarsa della Delizia         | 8 297       | 20,47      | 44         |
|        | Castelnovo del Friuli         | 822         | 22,48      | 234        |
|        | Cavasso Nuovo                 | 1 477       | 26,95      | 285        |
|        | Chions                        | 5 005       | 33,45      | 16         |
|        | Cimolais                      | 340         | 100,86     | 652        |
|        | Claut                         | 859         | 165,91     | 613        |
|        | Clauzetto                     | 379         | 28,31      | 558        |
|        | Cordenons                     | 17 693      | 56,34      | 44         |
|        | Cordovado                     | 2 688       | 12,02      | 15         |
|        | Erto e Casso                  | 356         | 52,43      | 775        |
|        | Fanna                         | 1 447       | 10,26      | 274        |
|        | Fiume Veneto                  | 11 795      | 35,76      | 20         |
|        | Fontanafredda                 | 12 953      | 46,4       | 52         |
|        | Frisanco                      | 591         | 60,99      | 500        |
|        | Maniago                       | 11 475      | 69,46      | 283        |
|        | Meduno                        | 1 483       | 31,59      | 313        |
|        | Montereale Valcellina         | 4 170       | 67,88      | 317        |
|        | Morsano al Tagliamento        | 2 717       | 32,54      | 14         |
|        | Pasiano di Pordenone          | 7 903       | 26,21      | 10         |
|        | Pinzano al Tagliamento        | 1 476       | 21,95      | 206        |
|        | Polcenigo                     | 3 075       | 49         | 42         |
|        | Porcia                        | 14 967      | 29,53      | 29         |
|        | Pordenone                     | 52 561      | 38,21      | 24         |
|        | Prata di Pordenone            | 8 386       | 22,96      | 18         |
|        | Pravisdomini                  | 3 482       | 16,21      | 10         |
|        | Roveredo in Piano             | 5 765       | 15,86      | 99         |
|        | Sacile                        | 19 879      | 32         | 25         |
|        | San Giorgio della Richinvelda | 4 566       | 48,15      | 86         |
|        | San Martino al Tagliamento    | 1 490       | 17,98      | 71         |
|        | San Quirino                   | 4 336       | 51,76      | 116        |
|        | San Vito al Tagliamento       | 15 254      | 60,88      | 30         |
|        | Sequals                       | 2 210       | 27,7       | 270        |
|        | Sesto al Reghena              | 6 335       | 40,68      | 13         |
|        | Spilimbergo                   | 11 771      | 71,88      | 132        |
|        | Tramonti di Sopra             | 266         | 125,15     | 420        |
|        | Tramonti di Sotto             | 339         | 85,55      | 366        |
|        | Travesio                      | 1 846       | 28,38      | 226        |
|        | Vajont                        | 1 604       | 1,59       | 287        |
|        | Valvasone Arzene              | 3 958       | 29,68      | 59         |
|        | Vito d'Asio                   | 709         | 53,72      | 320        |
|        | Vivaro                        | 1 355       | 37,68      | 138        |
|        | Zoppola                       | 8 353       | 45,54      | 36         |

### Comuni più popolosi
I comuni con più di 5 000 abitanti (dati al 01 gennaio 2025) sono nell'ordine:
| Comune                  | Abitanti |
| ----------------------- | -------- |
| Pordenone               | 52 371   |
| Sacile                  | 19 948   |
| Cordenons               | 17 717   |
| Azzano Decimo           | 15 784   |
| San Vito al Tagliamento | 15 253   |
| Porcia                  | 14 969   |
| Fontanafredda           | 12 915   |
| Fiume Veneto            | 11 805   |
| Spilimbergo             | 11 805   |
| Maniago                 | 11 497   |
| Brugnera                | 9 254    |
| Aviano                  | 8 998    |
| Prata di Pordenone      | 8 405    |
| Zoppola                 | 8 352    |
| Casarsa della Delizia   | 8 312    |
| Pasiano di Pordenone    | 7 902    |
| Sesto al Reghena        | 6 305    |
| Caneva                  | 6 176    |
| Roveredo in Piano       | 5 769    |
| Chions                  | 5 009    |

Il comune più piccolo è Barcis con 231 abitanti.
I cinque comuni con la densità abitativa più alta sono Pordenone (1 354 ab./km²), Vajont (943 ab./km²), Sacile (605 ab/km²), Porcia (511 ab/km²), Casarsa della Delizia (402 ab./km²).

## Società

### Qualità della vita
L'ente di decentramento regionale di Pordenone si è attestato nel corso degli anni in posizioni medie e buone nelle classifiche sulla qualità della vita stilate dal quotidiano economico Il Sole 24 Ore e da Legambiente.
| Anno | Qualità della Vita (Sole 24 ORE) Territorio Provinciale | Qualità della Vita (ItaliaOggi) Territorio Provinciale | Rapporto Ecosistema Urbano (Legambiente)                   |
| ---- | ------------------------------------------------------- | ------------------------------------------------------ | ---------------------------------------------------------- |
| 2005 | 28° (+9)                                                | 21° (+16)                                              | 63° (+9)                                                   |
| 2006 | 29° (-1)                                                | 24° (-3)                                               | 26° (+37)                                                  |
| 2007 | 35° (-6)                                                | 25° (-1)                                               | 44° (-18)                                                  |
| 2008 | 51° (-16)                                               | 25° (=)                                                | 34° (+10)                                                  |
| 2009 | 51° (=)                                                 | 37° (-12)                                              | 37° (-3)                                                   |
| 2010 | 43° (+8)                                                | 5° (+32)                                               | 8° (+29)                                                   |
| 2011 | 26° (+17)                                               | 3° (+2)                                                | 4° (Città piccole popolazione inferiore a 80 000 abitanti) |
| 2012 | 32° (-6)                                                | 10° (-7)                                               | 3° (+1)                                                    |
| 2013 | 18° (+14)                                               | 8° (+2)                                                | 4° (-1)                                                    |
| 2014 | 31° (-13)                                               | 5° (+3)                                                | 5° (-1)                                                    |
| 2015 | 60° (-29)                                               | 3° (+2)                                                | 10° (Classifica nazionale finale Ecosistema Urbano)        |
| 2016 | 17° (+43)                                               | 4° (-1)                                                | 11° (-1)                                                   |
| 2017 | 13° (+4)                                                | 9° (-5)                                                | 5° (+6)                                                    |
| 2018 | 8° (+5)                                                 | 5° (+4)                                                | 6° (-1)                                                    |
| 2019 | 13° (-5)                                                | 2° (+3)                                                | 4° (+2)                                                    |
| 2020 | 10° (+3)                                                | 1° (+1)                                                | 3° (+1)                                                    |
| 2021 | 7° (+3)                                                 | 9° (-8)                                                | 5° (-2)                                                    |
| 2022 | 26° (-19)                                               | 8° (+1)                                                | 7° (-2)                                                    |

| Anno | Qualità della Vita (Sole 24 ORE) Territorio Provinciale | Qualità della Vita (Sole 24 ORE) Territorio Provinciale | Qualità della Vita (Sole 24 ORE) Territorio Provinciale |
| ---- | ------------------------------------------------------- | ------------------------------------------------------- | ------------------------------------------------------- |
|      | BAMBINI 0-10 ANNI                                       | GIOVANI 18-35 ANNI                                      | ANZIANI OVER 65                                         |
| 2021 | 20°                                                     | 24°                                                     | 16°                                                     |
| 2022 | 54°                                                     | 19°                                                     | 46°                                                     |